# Wilhelm Nördlinger
Wilhelm Nördlinger (* 29. August 1821 in Stuttgart; † 6. November 1908) war ein deutscher Ingenieur.

## Leben

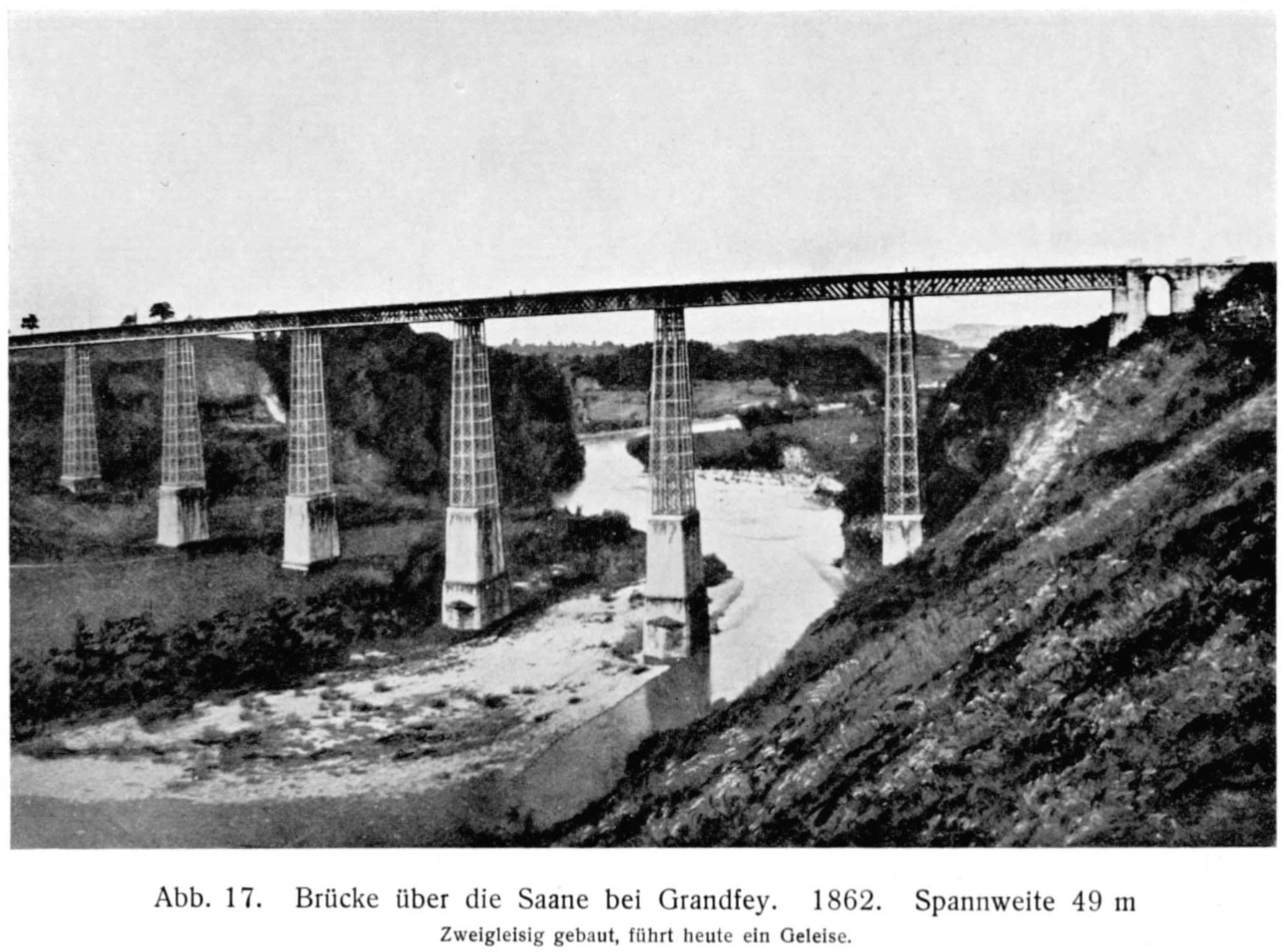
Von Nördlinger gebauter alte Grandfey-Viadukt

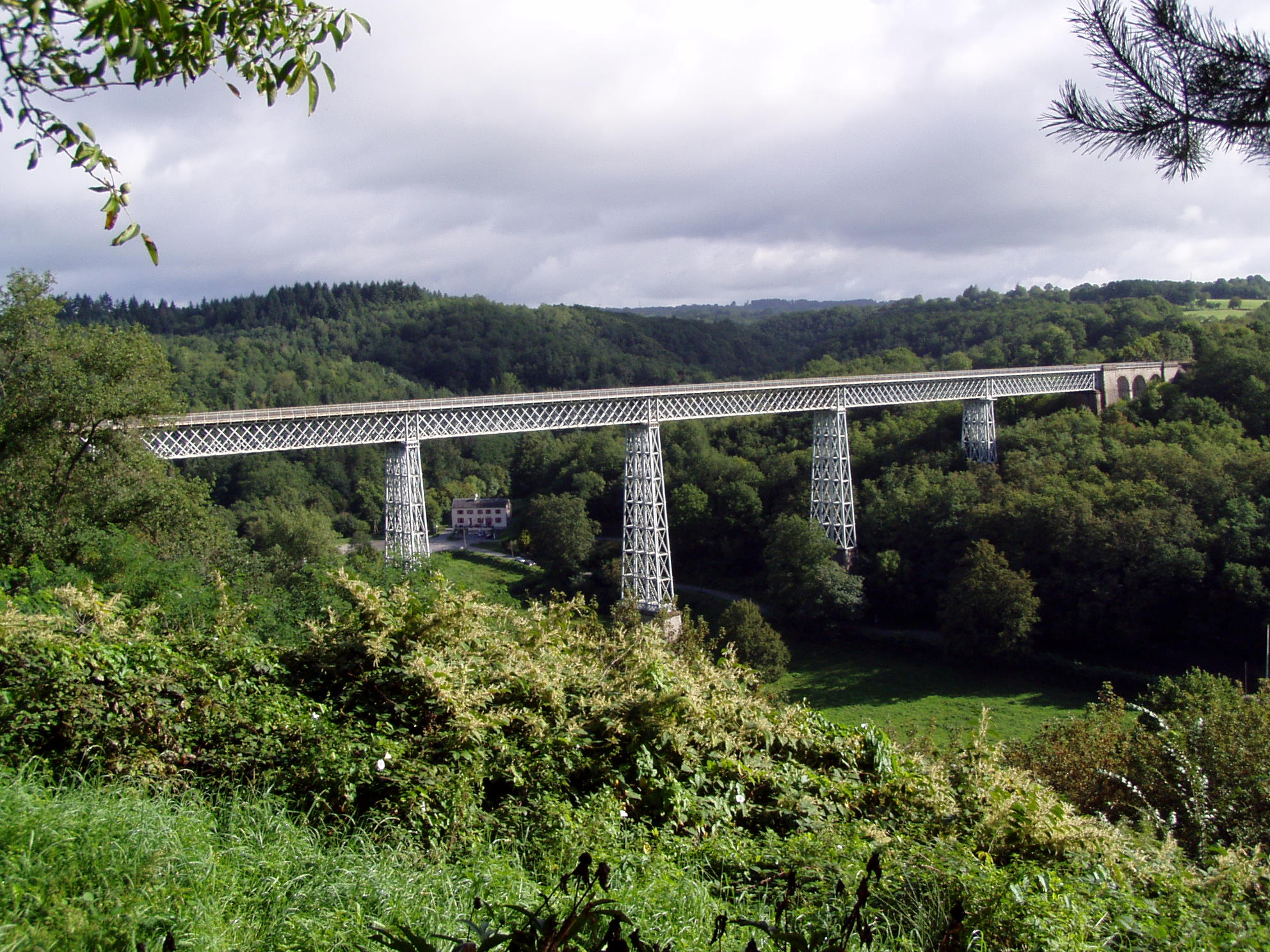
Busseau-Viadukt im Massif Central in Frankreich

Wilhelm Nördlinger wurde als jüngstes Kind des Forstwissenschaftlers Julius Simon von Nördlinger und seiner Frau Carolina Wilhelmine Johanna, geb. Duttenhofer geboren. Er besuchte ein Gymnasium in Stuttgart und ab 1840 die École polytechnique in Paris. Danach wurde er externer Schüler der École nationale des ponts et chaussées. Ab 1844 arbeitete er für das Unternehmen, das an der oberen Marne den Canal latéral à la Marne baute. 1847 nahm er eine Stelle bei der Compagnie de l’Est an und wirkte am Bau der Bahnstrecke zwischen Nancy und Saarbrücken mit. Ab 1853 arbeitete er für die Compagnie du Midi und baute Teilstrecken der Bahnstrecken Bordeaux-Toulouse und Bordeaux-Bayonne. Drei Jahre später wurde er Chefingenieur für das Teilstück der Bahnstrecke Lausanne-Paris zwischen Lausanne und der Schweizer Grenze und 1857 Chefingenieur der Compagnie d’Orléans in Paris. Hier nahm er die französische Staatsbürgerschaft und den Namen de Nordling an. Er war nun insbesondere für den Bau vieler Bahnstrecken im Massif Central zuständig. Für die Weiterentwicklung des Pfeilersystems, mit dem die tiefen Schluchten überquert wurden, erhielt er zahlreiche Preise.
1870 wechselte er als Berater für den österreichischen Bahnbau nach Wien und kurz darauf nach Budapest, wo er die Theiss-Eisenbahn reformierte. Von 1875 bis 1881 war er im Handelsministerium Österreich-Ungarns als Generaldirektor des österreichischen Eisenbahnwesens tätig.
Er kehrte 1886 nach Paris zurück, um dort seinen Lebensabend zu verbringen. Dort engagierte er sich unter anderem für die Abschaffung des Mädchenhandels, für Unterrichtsfreiheit und für einen gesetzlich geregelten arbeitsfreien Sonntag. Er war eines der Gründungsmitglieder der Ligue populaire pour le Repos du Dimanche (etwa: Volksverein für die Sonntagsruhe) und sprach für sie auf vielen Kongressen.
Erst nach dem Grubenunglück von Courrières (10. März 1906) wurde in Frankreich die Sonntagsruhe gesetzlich geregelt.
Nördlinger war seit 1860 mit der Straßburgerin Marie Sengwald oder Sengenwald verheiratet. Das Ehepaar hatte drei Töchter.

## Werke
- Die Zukunft des metrischen Systems und die deutsche Münz-, Maaß- und Gewichts-Einigung, Stuttgart 1860
- Etude sur la jurisprudence en matière de marchés de terrassements, Paris (Dunod) 1869[4]
- Stimmen über schmalspurige Eisenbahnen, Wien 1871 Digitalisat